# جاش ولا
جاش ولا (انگلیسی: Josh Vela؛ زادهٔ ۱۴ دسامبر ۱۹۹۳) بازیکن فوتبال اهل بریتانیا است.
از باشگاه‌هایی که در آن بازی کرده‌است می‌توان به باشگاه فوتبال بولتون واندررز و باشگاه فوتبال نوتس کانتی اشاره کرد.